# 李元貞
李元貞（1946年—），台灣婦女運動的重要領導者，1957年畢業於海軍子弟小學（今高雄市左營區永清國民小學），1971年從國立台灣大學中國文學研究所碩士班畢業並與同班同學結婚，1971年9月於淡江大學中國文學學系任教，現任淡江大學中國文學學系榮譽教授。
李元貞受呂秀蓮「新女性運動」影響，自1977年起投身婦運，1982年創辦婦女新知雜誌社，1987年創辦婦女新知基金會並擔任首任董事長。李元貞帶領或積極參與過的活動包括：1987年台北市華西街救援雛妓大遊行，1994年民法親屬編修法萬人大連署，1994年「女人連線反性騷大遊行」。
李元貞從1987年起持續擔任婦女新知基金會的歷屆董監事，參與台灣婦運多項倡議行動，直到2001年5月獲聘中華民國總統府國策顧問才辭去董事。2005年，李元貞自淡江大學中文系教授退休，獲民主進步黨提名當選國民大會代表。李元貞現定居花蓮縣。2014年11月18日，李元貞接受擔任台北市市長候選人柯文哲顧問。2014年12月25日，李元貞接受擔任臺北市政府市政顧問。
2016年5月3日，李元貞投書《自由時報》批評，林全內閣女性閣員比例創新低（僅10％），「離彭婉如為民進黨開創的『婦女參政四分之一』的局面太遠」，即將上任的女總統蔡英文在提拔女性參政的表現反而不如前兩任男總統（陳水扁與馬英九）。同日，婦女新知基金會、勵馨基金會等婦女團體不滿林全內閣女性閣員比例創新低，到民主進步黨中央黨部樓下演行動劇並翻桌抗議；婦女新知基金會董事長沈秀華代李元貞宣讀聲明稿表示，李元貞決定拒絕出席5月20日蔡英文就職國宴。5月4日，國史館舉辦呂秀蓮新書《非典型副總統呂秀蓮》發表會，呂秀蓮透露陳水扁在2000年總統選舉時邀她搭檔，這要感謝吳淑珍與李元貞，由於吳淑珍問婦女界朋友誰擔任陳水扁副手最好，李元貞極力推薦她，吳淑珍也打破傳統說「女人要拉拔女人」，奠定兩性共治的基礎。

## 主要著作
- 《文學論評》
- 《婦女開步走》
- 《解放愛與美》
- 《女人的明天》
- 《愛情私語》
- 《婚姻私語》
- 《女人詩眼》（主編）
- 《紅得發紫：台灣現代女性詩選》（主編）：女書文化出版
- 《女性詩學：台灣現代女詩人集體研究 1951～2000》：女書文化出版
- 《眾女成城：台灣婦運回憶錄》：上、下冊，女書文化2014年9月出版

## 經歷
- 淡江大學中國文學學系榮譽教授
- 婦女新知雜誌社社委（1982-1987）
- 婦女新知基金會第一屆董事長（1987-1989），持續擔任董監事到第七屆（2000-2001）
- 中華民國總統府國策顧問（2001-2008）
- 國民大會代表（2005）
- 臺北市政府市政顧問（2014年12月25日-）

## 外部連結
- 淡江大學中國文學學系 李元貞個人資料 （页面存档备份，存于）
- 婦女新知運動史資料庫 各期婦女新知通訊 李元貞之文章及相關照片[永久]